# Bridget O'Connor
Bridget O'Connor (Harrow, 18 gennaio 1961 – Hove, 22 settembre 2010) è stata una sceneggiatrice e drammaturga britannica.

## Biografia
Di origine irlandese, era moglie del collega Peter Straughan.
È morta all'età di 49 anni a causa di un tumore.
Nel 2012 ha vinto un Premio BAFTA postumo.
Ottenne una nomination postuma agli Oscar 2012 alla miglior sceneggiatura non originale per  il film La talpa.

## Sceneggiatrice
- Sixty Six (2006)
- Mrs. Ratcliffe's Revolution (2007)
- La talpa (2011)